# Гідрид калію
Гідри́д ка́лію — неорганічна іонна сполука складу KH, речовина білого кольору.
Використовується як сильна основа для депротонування органічних кислоти та спиртів.

## Отримання
Гідрид калію був вперше отриманий Г. Деві шляхом дії водню на зразок нагрітого калію:
{\displaystyle \mathrm {2K+H_{2}{\xrightarrow {200-350^{o}C}}2KH} }

## Хімічні властивості
Гідрид калію є дуже активною сполукою, відносно активнішою за гідрид натрію. Він бурхливо реагує з рідким аміаком та водою:
{\displaystyle \mathrm {KH+NH_{3}\rightarrow KNH_{2}+H_{2}\!} }
{\displaystyle \mathrm {KH+H_{2}O\rightarrow KOH+H_{2}\!} }
KH вступає в реакцію також і зі спиртовими розчинниками, утворюючи алкоголяти:
{\displaystyle \mathrm {KH+C_{2}H_{5}OH\rightarrow KOC_{2}H_{5}+H_{2}\!} }
При високих температурах гідрид реагує з багатьма неметалами та їхніми оксидами:
{\displaystyle \mathrm {2KH+O_{2}{\xrightarrow {200^{o}C}}2KOH\!} }
{\displaystyle \mathrm {2KH+F_{2}\rightarrow KHF_{2}\!} }
{\displaystyle \mathrm {KH+Cl_{2}{\xrightarrow {450-500^{o}C}}KCl+HCl\!} }
{\displaystyle \mathrm {4KH+3SiO_{2}{\xrightarrow {500^{o}C}}2K_{2}SiO_{3}+Si+2H_{2}\!} }
{\displaystyle \mathrm {KH+CO_{2}{\xrightarrow {150^{o}C}}HCOOK\!} }

## Застосування
Гідрид калію використовують для депротонування органічних кислот та спиртів. У складі подвійних гідридів, наприклад алюмогідриду калію, KH є ефективним відновником для органічного синтезу.